# Lijst van burgemeesters van Heerhugowaard
Dit is een lijst van burgemeesters van de voormalige Nederlandse gemeente Heerhugowaard in de provincie Noord-Holland tot de opheffing van de gemeente op 31 december 2021.
| Ambtsperiode | Naam burgemeester                   | Partij                                   | Termijn            | Bijzonderheden            |
| ------------ | ----------------------------------- | ---------------------------------------- | ------------------ | ------------------------- |
| 1811-1814    | Gijsbert Fontein Verschuir          | conservatief                             |                    |                           |
| ??           | ??                                  |                                          |                    |                           |
| 18?? - 1842  | Dirk (D.) Waiboer                   |                                          |                    |                           |
| 1842 - 1866  | Dirk (D.) de Boer (1806-1867)       |                                          |                    | [ 1 ]                     |
| 1866 - 18??  | Cornelis (C.) Groot                 |                                          |                    |                           |
| 1879 - 1911  | Pieter Wonder Azn.                  |                                          |                    |                           |
| 1911 - 1934  | Wiebe van Slooten                   |                                          |                    |                           |
| 1934 - 1944  | B.J.F. Sutman Meijer                |                                          |                    | in 1944 ontslagen         |
| 1944 - 1945  | A. Volkers                          |                                          |                    | ontslagen op 11 mei 1945; |
| 1945 - 1957  | B.J.F. Sutman Meijer                |                                          |                    |                           |
| 1957 - 1980  | Albertus Franciscus Molleman        |                                          |                    |                           |
| 1980 - 1994  | Johannes Nicolaas (Jan) Stuifbergen | CDA                                      |                    |                           |
| 1994 - 2004  | Evert (E.) Vermeer                  | PvdA                                     | 10 jaar, 9 maanden | [ 3 ]                     |
| 2004 - 2017  | Han (H.M.W.) ter Heegde             | VVD                                      | 12 jaar, 1 maand   | [ 4 ]                     |
| 2017 - 2021  | Adriaan (Bert) Blase                | PvdA (tot 2018) Code Oranje (sinds 2018) |                    | waarnemend                |